# Émile Sarrau
Jacques Rose Ferdinand Émile Sarrau, född den 24 juni 1837 i Perpignan, död den 10 maj 1904 i Saint-Yrieix-la-Perche, departementet Haute-Vienne, var en fransk ingenjör.
Sarrau blev 1878 direktör för krut- och salpeterskolor i Paris, 1883 därjämte professor i mekanik vid École polytechnique samt 1886 ledamot av Institutet. Han författade bland annat Recherches théoriques sur les effets de la poudre et des substances explosives (1874–1875) och Théorie des explosifs (1895).